# Сингх, Кулвант
Кулвант Сингх (англ. Kulwant Singh, 18 декабря 1948) — индийский хоккеист (хоккей на траве), нападающий. Бронзовый призёр летних Олимпийских игр 1972 года.

## Биография
Кулвант Сингх родился 18 декабря 1948 года.
Играл в хоккей на траве за пограничные силы и Пенджаб.
Дебютировал в сборной Индии 28 ноября 1970 года в выездном матче с Сингапуром.
В 1971 году в составе сборной Индии завоевал бронзовую медаль на дебютном чемпионате мира в Барселоне.
В 1972 году вошёл в состав сборной Индии по хоккею на траве на Олимпийских играх в Мюнхене и завоевал бронзовую медаль. Играл на позиции нападающего, провёл 7 матчей, забил 4 мяча (три в ворота сборной Мексики, один — Новой Зеландии).
После Олимпиады за сборную Индии не играл.